# 皮埃尔·布约亚
皮埃尔·布约亚（英語：Pierre Buyoya；1949年11月24日—2020年12月17日）是蒲隆地政治人物、总统。

## 生平
曾經分別在1987年至1993年以及1996年至2003年期間統治蒲隆地。在這兩次任期中他一共擔任了13年的國家元首，這使得布约亚是迄今任職時間最長的蒲隆地總統。

## 去世
2020年12月，他在马里感染COVID-19。最初在马里首都巴马科治疗，之后转到法国巴黎接受治疗，后仍因病情加重不幸去世。

## 外部連結
- Burundi Timeline 1858-1995（页面存档备份，存于）
- 1996 comments on Burundi and Buyoya at the United Nations（页面存档备份，存于）
- Mandela hails peace deal as genocide stalks Burundians